# Aimee Richardson
Aimee Richardson est une actrice nord-irlandaise.
Elle est connue pour avoir incarné Myrcella Baratheon dans la série télévisée Le Trône de fer (Game of Thrones). Elle incarne également Georgina jeune dans Un Bébé à Tout Prix de Eric Styles, film sorti en 2008.

## Carrière
En 2011 et 2012, elle joue le rôle de Myrcella Baratheon pendant 8 épisodes dans la série télévisée Le Trône de fer.

## Filmographie

### Cinéma
| Année | Titre               | Rôle           | Notes |
| ----- | ------------------- | -------------- | ----- |
| 2008  | Un bébé à tout prix | Georgina Jeune |       |

### Télévision
| Année     | Titre           | Rôle               | Notes |
| --------- | --------------- | ------------------ | ----- |
| 2011-2012 | Le Trône de fer | Myrcella Baratheon |       |